# Henryk Marian
Henryk Marian (ur. 1 marca 1925 w Piotrkowie Trybunalskim, zm. 7 sierpnia 2012 w Warszawie) – funkcjonariusz partyjny Polskiej Partii Robotniczej i Polskiej Zjednoczonej Partii Robotniczej.

## Życiorys
Syn Michała i Marty. Przebywał na robotach przymusowych w Niemczech (1940–1945). Pracował na stanowiskach robotniczych – szlifierza w Fabryce Maszyn i Okuć Budowlanych w Piotrkowie Trybunalskim (1945–1946), oraz robotnika w Hucie Szkła w Murowie k. Opola (1946 i 1948–1949). W latach 1946–1948 odbył służbę wojskową.
Od 1946 członek PPR i następnie – PZPR.
W 1950 przeszedł do aparatu partyjnego, pełniąc w nim szereg funkcji, m.in. asystenta w Wojewódzkiej Szkole Partyjnej w Katowicach (1949–1950); instruktora Wydziału Szkół Partyjnych KC PZPR (1950–1955), st. instr., inspektora Wydz. Organizacyjnego KC (1955–1960). Był słuchaczem Wyższej Szkoły Nauk Społecznych przy KC PZPR (1960–1962), i następnie powrócił do pracy w aparacie. Jego kolejne funkcje – insp. Wydziału Organizacyjnego KC (1962–1963), kier. Centralnego Ośrodka Kursów Partyjnych (1963–1968), z-ca dyr. Centralnej Szkoły Partyjnej KC PZPR (1968–1969), z-ca kier. Wydziału Propagandy i Agitacji KC (1969–1971), z-cy i kier. Kancelarii Sekretariatu KC PZPR (1971–1973), kier. Biura Centralnej Komisji Kontroli Partyjnej KC (1981–1986).
Od 11 grudnia 1971 był zastępcą członka Komitetu Centralnego PZPR. Na VII Zjeździe PZPR w grudniu 1975 wybrany w skład Centralnej Komisji Kontroli Partyjnej (do 1980).
Pochowany na cmentarzu komunalnym Północnym w Warszawie.

## Odznaczenia
- Medal im. Ludwika Waryńskiego (1988)[4]